# Runaway Match
Runaway Match, známý také pod názvem The Runaway Match, or Marriage by Motor, je britský němý film z roku 1903. Režisérem je Alf Collins (1866–1951). Film trvá zhruba pět minut a premiéru měl 12. prosince 1903.

## Děj
Milenecký pár odjede automobilem ze zámku do kostela, kde za skromných podmínek proběhne svatba, která z něj vytvoří manželský pár. Otec provdané nevěsty, který se milence pokoušel zastavit, přijíždí příliš pozdě na to, aby zabránil sňatku, a tak mu nezbývá nic jiného, než se s novým zetěm usmířit.